# Der göttliche Andere
Der göttliche Andere ist ein deutsch-italienischer Spielfilm aus dem Jahr 2020, der von Jan Schomburg inszeniert wurde. Der Film kombiniert Elemente der romantischen Komödie mit einer ungewöhnlichen Prämisse, in der ein atheistischer Journalist und Gott selbst um die Liebe einer Frau konkurrieren.

## Handlung

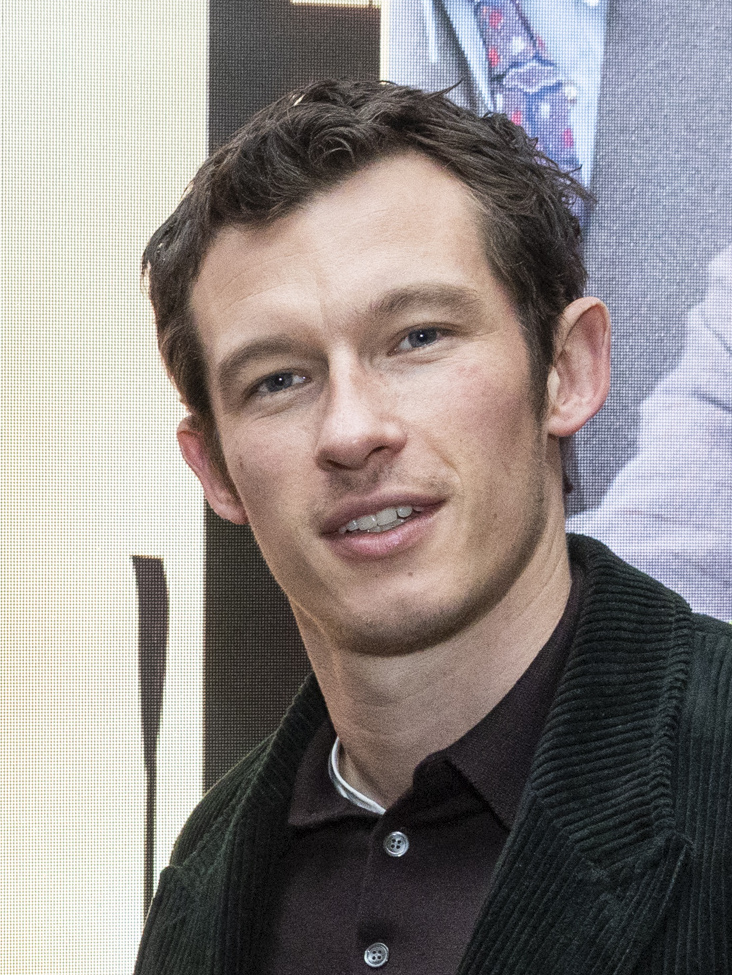
Callum Turner, Hauptdarsteller des Films Der göttliche Andere

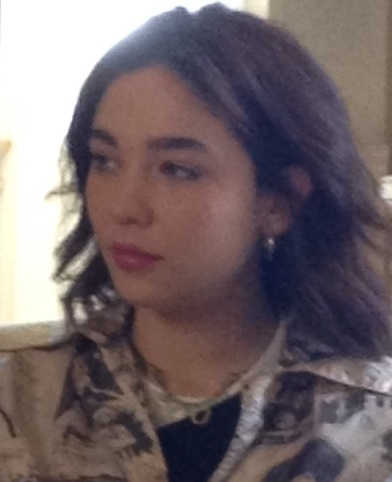
Matilda De Angelis, Hauptdarstellerin des Films Der göttliche Andere

Der Protagonist des Films, Gregory, ist ein britischer Fernsehjournalist, der nach Rom geschickt wird, um über die Papstwahl zu berichten. Gregory ist ein überzeugter Atheist und steht religiösen Angelegenheiten skeptisch gegenüber. Sein Aufenthalt in Rom nimmt eine unerwartete Wendung, als er Maria, eine junge Italienerin, trifft und sich in sie verliebt. Maria steht kurz davor, als Novizin ihr Versprechen an Gott abzugeben, was Gregory vor eine große Herausforderung stellt.
Die Handlung entwickelt sich zu einem humorvollen und zugleich tiefgründigen Spiel um göttliche Eifersucht und menschliche Liebe. Gregory entdeckt, dass er nicht nur gegen seine eigenen inneren Zweifel kämpfen muss, sondern auch gegen einen himmlischen Rivalen – Gott selbst, der aus Eifersucht versucht, die Beziehung zu sabotieren. Dies führt zu einer Reihe von komischen und unerklärlichen Ereignissen, die Gregorys Bemühungen, Maria näher zu kommen, immer wieder behindern.

## Produktion
Die Produktion von Der göttliche Andere wurde von der Berliner Produktionsfirma X Filme in Zusammenarbeit mit Warner Bros. durchgeführt. Diese Kollaboration markiert ein bedeutendes Projekt, das sowohl Mainstream-Unterhaltung als auch cineastische Kunst miteinander verbindet. Die Dreharbeiten fanden in der malerischen Stadt Rom sowie in Köln statt, was dem Film eine authentische europäische Atmosphäre verleiht.
Die visuelle Gestaltung von Der göttliche Andere spielt eine entscheidende Rolle in der Darstellung der thematischen Kontraste zwischen dem Göttlichen und dem Menschlichen. Die Kameraarbeit von Florian Hoffmeister, der auch in Hollywood tätig ist, trägt wesentlich zur ästhetischen Qualität des Films bei. Die Nutzung der historischen und kulturellen Kulisse Roms verstärkt die romantische und mystische Stimmung des Films.
Der Film nutzt eine unkonventionelle Erzählstruktur, die typische Elemente der romantischen Komödie mit unerwarteten spirituellen und metaphysischen Wendungen kombiniert. Diese Herangehensweise ermöglicht es, humorvolle sowie tiefgründige Themen zu erkunden, was den Film von traditionellen Rom-Coms abhebt.
Der göttliche Andere zeichnet sich durch seine Hybridität aus, indem er Elemente verschiedener Genres mischt. Diese genreübergreifende Strategie spiegelt sich in der Kombination aus Liebeskomödie, Drama und spirituellen Elementen wider, die eine komplexe und vielschichtige Zuschauererfahrung schafft. Der Film spielt bewusst mit den Erwartungen des Publikums und bricht konventionelle Genre-Grenzen auf.
Der Film verwendet Humor und Ironie, um ernste Themen wie Glaube und Liebe anzusprechen. Diese Elemente werden durch die Charakterisierung und die Dialoge vermittelt, wobei besonders die Figur des Gregory, gespielt von Callum Turner, durch seine zynische und gleichzeitig charmante Art hervorsticht. Der subtile und oft selbstreflexive Humor trägt dazu bei, dass der Film eine Balance zwischen Leichtigkeit und ernsteren Überlegungen hält.

## Rezeption
Die Kritiken zu Der göttliche Andere sind gemischt, wobei einige Kritiker den Film für seine Originalität und humorvolle Behandlung eines ernsten Themas loben, während andere die Ausführung als mangelhaft empfinden.
Laut Kino-Zeit hebt sich der Film durch die originelle Idee eines göttlichen Nebenbuhlers in einer romantischen Komödie ab. Diese ungewöhnliche Konstellation bietet eine frische Perspektive auf das Genre und wird als kreativer Ansatz gewürdigt. Der Tagesspiegel kritisiert, dass der Film wie ein unvollendetes Experiment einer romantischen Komödie wirkt, bei dem es sowohl an Romantik als auch an Humor mangelt. Diese Kritik wird durch die Darstellung des Hauptcharakters als unsympathisch und die schwache Chemie zwischen den Hauptdarstellern verstärkt. Trotz der Kritik an der Handlung und Charakterentwicklung wird die kinematografische Darstellung Roms gelobt. Die Stadt dient als malerische Kulisse, die die romantische und mystische Atmosphäre des Films unterstützt.
Die Reaktionen des Publikums auf Der göttliche Andere sind ebenso geteilt. Einige Zuschauer schätzen die leichte und humorvolle Herangehensweise an Themen wie Glaube und Liebe, während andere den Film als zu oberflächlich empfinden.
Einige Zuschauer finden, dass der Film trotz seiner Mängel unterhaltsam ist und eine angenehme Ablenkung bietet. Die unkonventionelle Handlung und die humorvollen Elemente werden als erfrischend empfunden. Andere Zuschauer kritisieren, dass der Film wichtige Themen wie Glaube und menschliche Beziehungen trivialisiert. Die Behandlung von religiösen Überzeugungen in einem komödiantischen Rahmen wird als unangemessen oder respektlos angesehen.